# صالح عبد الجواد
صالح عبد الجواد، بروفيسور في العلوم السياسية ومؤرخ فلسطيني. اعتقلته سلطات الاحتلال الإسرائيلي ثلاث مرات، وكذلك ثلاث مرات في السجون المصرية أيّام انخراطه في الحركة الطلابية المصرية مطلع السبعينيات، عندما كان طالباً  في كلية الاقتصاد والعلوم السياسية في جامعة القاهرة. وهو الابن الأول للمناضل الوطني الفلسطيني عبدالجواد صالح.    

## نشأته وتحصيله العلمي ومسيرته الأكاديمية
وُلد صالح عبد الجواد في مدينة البيرة شمال القدس في فلسطين، في الثامن عشر من شباط/فبراير عام 1952، تلقّى المرحلة الأولى من تعليمه الأساسي في المدرسة المركزية في طرابلس الغرب، إذ كان والده يعمل هناك مدرّساً ومُترجماً في ليبيا. ومع عودة الأسرة إلى فلسطين، أكمل عبد الجواد تعليمه في مدرسة البيرة الجديد، ثمّ حاز شهادة الثانوية العامة في مدرسة رام الله الثانوية. 
حصل صالح عبد الجواد على شهادة البكالوريوس في العلوم السياسية من كلية الإقتصاد والعلوم السياسية في جامعة القاهرة عام 1974،  ثم حصل على شهادة الماجستير في العلوم السياسية من  جامعة غرب باريس نانتير لاديفونس الفرنسية عام 1979، وكذلك شهادة الدكتوراه في العلوم السياسية من الجامعة نفسها عام 1986.
يعمل صالح عبدالجواد، منذ عقود، أستاذاً للعلوم السياسية في جامعة بيرزيت في فلسطين، والتي شغل فيها أيضاً مناصب إدارية عدّة، منها رئاسته لدائرة التاريخ والعلوم السياسية والجغرافيا، ثمّ رئاسته لمركز أبحاث الجامعة، كما شغل منصب عميد كلية الحقوق والإدارة العامة التي تضمّ دوائر القانون والإدارة العامة والعلوم السياسية (2008 - 2011). 
إلتحق صالح عبد الجواد خلال مشواره الأكاديمي والبحثي الطويل بعدّة جامعات ومراكز بحثية خارج فلسطين، بصفة أستاذاً أو باحثاً زائراً، منها:المركز الوطني الفرنسي للبحث العلمي (1989)، معهد مارسيل ليبمان في جامعة بروكسل الحرة (1990)، معهد الشرق الألماني في هامبورغ (1991، 1992)، دائرة التاريخ في جامعة فيلانوفا الأمريكية (1998)، جامعة باريس الثانية وجامعة باريس الثامنة (2003)، دائرة التاريخ في جامعة هارفرد (2003،2004)، مركز الدراسات العربية المعاصرة في جامعة جورجتاون (2013، 2014)، المركز العربي للأبحاث ودراسة السياسات في العاصمة القطرية الدوحة (2017).

## أعماله البحثية والتوثيقية
اهتم صالح عبد الجواد في أعماله البحثية والتأريخية والتوثيقية بملفات عدّة تخصّ قضية فلسطين، بما في ذلك تاريخ بلاد الشام خلال الحرب العالمية الأولى، وأحداث النكبة بين عاميّ 1947 و 1949، والمجازر الصهيونية بحقّ الشعب الفلسطيني، وتاريخ الحركة الوطنية الفلسطينية حيث انشغل في أطروحته الأكاديمية خلال مرحلة الدكتوراه بالتأريخ لتجرية حركة فتح وبحث جذورها الاجتماعية، كما اهتم عبدالجواد بموضوع هجرة الفلسطينيين إلى الأمريكيتين خلال القرن العشرين، وتحديداً من منطقة البيرة ورام الله. وأيضاً موضوع الذاكرة الاجتماعية الفلسطينية.
وبشكل خاص، اهتمّ عبد الجواد بتحليل السياسات الصهيونية تجاه فلسطين العالم العربي من خلال مفهوم السوسيوسايد (socioside)، الذي وضّح عبره خصوصية التجربة الاستعمارية في فلسطين. وقد طوّر كذلك فكرة دور العوامل الأجنبية المباشرة وغير المباشرة المؤثرة في بروز وتشكّل القيادات والنخب الفلسطينية منذ نهاية القرن التاسع عشر وحتى اليوم بتصاعد طردي، وأولى اهتماماً بملفيّ العملاء والاغتيالات الأمنية والسياسية. 
وفيما يخص العمل التوثيقي، انشغل عبدالجواد بتوثيق عدد من المجموعات والوثائق التاريخية المهمّة فلسطينياً، بما في ذلك البيانات السياسية والعسكرية للانتفاضة الفلسطينية الثانية،  وكذلك الملصقات الثورية وشعارات جدران الانتفاضة، وفي هذا السياق نظّم معهد العالم العربي في فرنسا عام 1989 معرضاً مصوّراً عن شعارات جدران الانتفاضة ضمّ مجموعات ثلاثة، منها مجموعة صالح عبدالجواد. 
وفيما يلي مجموعة من الكتب التي أصدرها صالح عبدالجواد:العملاء الفلسطينيون في الأراضي المحتلة (بالإنجليزية والعبرية)، موقف وممارسات حركة حماس من موضوع العملاء الفلسطينيون (بالعربية)، الاغتيالات السياسية خلال الانتفاضة الثانية (بالإنجليزية)، البيانات الإسرائيلية المزورة خلال الانتفاضة الأولى (بالعربية).
هذا إضافة لمجموعة من الدراسات البحثية، منها دراسة مطوّلة عن المجازر الصهيونية خلال النكبة صدرت عن معهد ماكس بلانك الألماني، في هايدلبرج. ودراسة قارنت بين التأريخ العربي والإسرائيلي للنكبة صدرت عن منشورات جامعة انديانا. كما حرّر وأشرف على ثمانية مونوغرافات القرى الفلسطينية المدمرة، وعدداً من كتب المذكرات الشخصية.

## السوسيوسايد، الإبادة الاجتماعية للشعب الفلسطيني
يُعتبر نموذج السوسيوسايد النظري (socioside) أهمّ ما قدّمه صالح عبد الجواد، والسوسيوسايد هو تعبير على وزن مصطلح جينوسايد الذي يعني الإبادة الجماعية، بحكم أن للجينوسايد والسوسيوسايد هدف واحد رغم اختلاف الأساليب، وهو التدمير الكلي أو الجزئي لجماعة قومية أو عرقية أو دينية. غير أنّه في حين يمارس العنف والقتل على نطاق واسع وشامل خلال الجينوسايد، فإن الإسرائيليين يستخدمون العنف بشكل مدروس وضمن منظومة متكاملة من الإجراءات والسياسات التي تحدث آثاراً فعالة وبعيدة المدى لإعاقة التطور والنمو الاقتصادي للمجتمع الفلسطيني، وعزله عن محيطه وعمقه العربي والعالمي، وتعريض المجتمع إلى ضغوط نفسية عميقة في مجالات الحقوق المدنية وحقوق الإنسان وتحويل الحياة اليومية إلى معاناة مستمرة تؤدي إلى المسّ بمعنويات السكان أفراداً وجماعات واستبطان العنف النفسي داخلهم بحيث يؤدي ذلك إلى تفكيك المجتمع ودفع السكان إلى ملاذ النجاة الوحيد (الهجرة). وبمعنى آخر فإن الحديث يدور عن شن حرب بوسائل أخرى بهدف تفريغ وتهويد المكان وطمس هويته العربية.